# Ганун-Даган
Ганун-Даган (д/н — бл. 2008 до н. е.) — лугаль (володар) Трього царства Марі близько 2016—2008 років до н. е. Ім'я перекладається як «Даган милосердний».

## Життєпис
Походив з династії шаканаку. Другий син лугаля Пузур-Іштара. Його мати ймовірно була аморейкою, оскільки в самого Ганун-Дагана та його брата Гітлал-Ерра аморейські імена. Амореї стали провідною силою в Марі.
Ганун-Даган посів трон після смерті брата Гітлал-Ерри. У внутршніх справах називав себе лугалем (царем), у відносинах з царямиТретьої династії Ура титулював себе як шаканаку 9військового намісника), чим номінально визнавав зверхність останніх.
За правління Ганун-Дагана відбувається масштабна реконструкція та добудова царського палацу Марі. Це свідчить про здобуттю політичної й економічної потуги.
Разом з тим невідомі відносини з аморейською знаттю. Висувається версія, що наступник Ганан-Дагана — Іші-Даган був ставлеником амореїв або одним з аморейських вождів.